# 工藤兄弟
工藤兄弟（くどうきょうだい）は、日本の双子（一卵性双生児）の元タレント。ともに身長177センチメートルで、血液型はA型。
東京都文京区出身。芸能事務所は、かつてホリプロに所属したが、2008年に独立して「JK sports」を設立する。

## メンバー
- 工藤 順一郎（くどう じゅんいちろう、兄、1972年2月9日 - ）豊南高等学校、東京YMCA社会体育専門学校卒業[2]。
- 工藤 光一郎（くどう こういちろう、弟、1972年2月9日 - ）豊南高等学校卒業。

## 来歴
1991年、男性アイドルを生み出そうと男性限定で行われた第16回ホリプロタレントスカウトキャラバン（大会コンセプトは「第1回飛び出せ!日本男児」）に母親が応募する。二人とも芸能界に興味はなかったが、面白半分でオーディションに臨んで審査員特別賞を受賞し、芸能の仕事を始める。光一郎によると、オーディションの時にたまたま自分たちを目に留めた和田アキ子が「とりあえず取っておけ」と助言したことで、特別賞が設けられたという。当時、順一郎は東京YMCA社会体育専門学校の2年生、光一郎はファッションブランド「JUN」の店員だった。
1992年4月から1994年9月まで2年半、フジテレビ『笑っていいとも!』の8代目いいとも青年隊を務めた。2014年3月31日放送のフジテレビ『笑っていいとも! グランドフィナーレ 感謝の超特大号』には歴代レギュラーとして出演した。
ものまね番組にたびたび出演し、1998年4月2日放送のフジテレビ『第23回爆笑!スターものまね王座決定戦スペシャル』で、松村和子、大石円との4人組ユニットで優勝する。1回戦はハイ・ファイ・セットのまねで『フィーリング』（100点）、2回戦はABBAのまねで『ダンシング・クイーン』（99点）、準決勝はフィフス・ディメンションのまねで『アクエリアス』（99点）、決勝戦はママス&パパスのまねで『夢のカリフォルニア』（99点）であった。
ともに運動能力に優れ、「芸能人スポーツマンNo.1決定戦」に出演して順一郎がモンスターボックスで20段 (2m76cm) を記録する。
2003年10月6日放送の日本テレビ『マネーの虎』に出演し、スタビライゼーションのDVD制作費555万円を希望した。スタビライゼーションは、主導筋だけではなく補助筋（スタビライザー）も刺激して体の安定性を高め腰痛や肩こりを予防改善する、従来と異なるトレーニング方法である。順一郎が椎間板ヘルニアで悩んだ時にこれを知った2人はインストラクターの資格を得て、社長らの前で実践し、南原竜樹社長、岩井良明社長から投資を受け、マネー成立となり、得た金でDVDを制作した。
自分たちの人気に陰りが見え始めたことについて、「羽目を外したことも、横柄な態度をとったことも一切ないが、調子にはのった。双子でそっくりな面白さで使われているという、ディレクターの意図を理解できていなかった。だから『こいつら空気読めねえな』『面倒くさいタレント』と思われていたと思う。そういう意味では嫌われていったかも知れない」といったことを話していたことがある。お互いに髪型を違えているとプロデューサーに叱られたことがあったり、双子ネタで番組出演することを拒否していると、オファーが激減したという。
2008年にホリプロを退社し、個人事務所「JK sports」を設立する。体操指導員として子供向け体操教室、親子向けイベント、夏にキャンプ、秋に日帰りバス遠足などを催す。
2019年11月4日放送のテレビ朝日の『しくじり先生 俺みたいになるな!!』に先生役として出演し、以下を語る。「いいとも青年隊に抜擢されてスーパースターのような生活を続け、有頂天になり芸能の仕事から干された。『いいとも！』出演時はレギュラー陣にあいさつに行くと「あぁ、和田アキ子さんから聞いているよ」と言われるなど事前に膳立てされ、六本木などで顔パスで会計を無料とされる、など厚遇されて自失し、周囲に感謝を忘れて仕事の展望もなかった。個々人は評価されず双子扱いが続くことを嫌い、二人揃いの出演依頼を拒否し続け、業界から煙たがられて仕事が激減し、2008年に芸能界を引退することになった。」と語る。
2025年3月22日、順一郎の息子・蓮が『第97回選抜高等学校野球大会』に甲子園初出場校である浦和実業学園高等学校の6番・サードで先発出場し、父・順一郎がアルプススタンドで応援しインタビューに答えるなど、久々にメディアの前に姿を現し注目を浴びた。

## 人物

### 兄・順一郎
TBS『最強の男は誰だ!壮絶筋肉バトル!!スポーツマンNo.1決定戦』の芸能人サバイバルバトルに3度出場し、いずれもファイナリスト(全体の上位6名)の成績を残している。MONSTER BOXでは初挑戦で20段(2m76cm)の跳躍に成功した。パワー系種目も得意で、POWER  FORCEでは2度準決勝に進出し、WORK OUT GUYS 3位も2回経験している。

### 弟・光一郎
『スポーツマンNo.1決定戦』の第4回芸能人サバイバルバトルに出場。MONSTER BOXではケイン・コスギ以来となる大会史上2人目の16段(2m36cm)の跳躍に成功した。しかし、ドクターストップによりその後の種目を棄権し、途中リタイアとなった。

## 出演

### テレビ
- 笑っていいとも!
- ものまね王座決定戦
- 爆笑そっくりものまね紅白歌合戦スペシャル
- 浅草橋ヤング洋品店
- ダウンタウンのごっつええ感じ
- クイズ!超選択
- めちゃ2イケてるッ!
- マネーの虎
- 代紋TAKE2
- ルックルックこんにちは
- 筋肉番付
- スポーツマンNo.1決定戦
- オールスター感謝祭
- ジャスト
- トリック - 劇中のテレビ番組「哲この部屋」のゲスト役
- 再会～横田めぐみさんの願い～
- イマだ!タレント活性工場!!「ノムさん」
- こどもと!（東京ケーブルネットワーク、光一郎のみ）
- しくじり先生 俺みたいになるな!!
- 明石家さんまの転職DE天職

### オリジナルビデオ
- BE-BOP HIGHSCHOOL 停学野郎繁盛篇（1997年）
- 東京夜暴動（ナイトウォーズ） 喧嘩の花道 東京番外篇（1998年）

### DVD
- 「工藤兄弟のスタビライゼーショントレーニング～スタビで腰痛予防」（2004年6月16日発売）- 監修：安光達雄
- 「工藤兄弟のスタビライゼーショントレーニング～スタビでシェイプアップ」（2004年6月16日発売）- 監修：安光達雄
- 「ちょっと! ちょっと、ちょっと!! どした!映像コント集」/ザ・たっち（2006年7月19日発売）- ゲスト出演（同じ双子で当時同じ事務所の後輩であった）

### CM
- 日清紡

## ディスコグラフィー
全作品、ポニーキャニオンから発売。
- もっと俺のそばにおいでよ（1992年9月18日）
- 君だけでいい（1993年3月3日）
- 進め!ヤクルトスワローズ（「ヤクル党」名義。1993年4月7日）